# Oscar Messora
Oscar Messora (Ceresara, 8 gennaio 1921 – ...) è stato un calciatore italiano, di ruolo terzino.

## Caratteristiche tecniche
Era un terzino destro.

## Carriera
Giocò per una stagione in Serie A con il Brescia. Con le rondinelle ha giocato 116 partite e realizzato 10 reti. Ha giocato la prima partita nel Brescia nel campionato di Serie B il 7 aprile 1940 in Brescia-Siena (0-0). L'esordio in Serie A lo fece il 14 ottobre 1945 a Bergamo nella partita Atalanta-Brescia (0-0).
Tra gli anni settanta e ottanta ha allenato le giovanili del Brescia per una dozzina di stagioni.

## Palmarès

### Club

#### Competizioni nazionali
- Serie C: 1

Catania: 1948-1949